# ویکی‌پدیای مغولی
ویکی‌پدیای مغولی نسخه زبان مغولی وب‌گاه ویکی‌پدیا است.
زبان مغولی تا ۱۹ مه ۲۰۱۲ با بیش از ۷٬۵۴۰ مقاله در رده صدوبیست وچهار ویکی‌پدیاها قرار گرفته‌است.